# What Did He Say?
What Didi He Say? è il secondo album registrato in studio di Victor Wooten.

## Tracce
1. "Yo Victa" – 0:07
2. "What Did He Say?" – 3:20
- Victor Wooten - Basso, voce solista e seconda voce
- J.D. Blair - batteria, seconda voce
- Cherokee - seconda voce

3. "What You Won't Do for Love" – 4:43
- Victor Wooten - basso
- J.D. Blair - batteria

4. "Cherokee" – 1:49
- Victor Wooten - basso
- James Genus - basso acustico
- Raymond Massey - batteria
- Futch - cimbalo
- Regi Wooten - chitarra
- Joseph Wooten - pianoforte
- Rudy Wooten - sax alto
- Jeff Coffin - sax tenore
- Rod McGaha - tromba
- Cherokee - voce

5. "Don't Wanna Cry" – 5:07
- Victor Wooten - basso, voce, programmazione musicale
- Ann McCrary & Robert Bailey - seconde voci

6. "The Lonliest Monk" – 	4:36
- Victor Wooten - basso, violoncello, percussioni, voci, pianoforte
- J.D. Blair - batteria

7. "A Chance" – 2:54
- Victor Wooten - basso
- J.D. Blair - batteria, programmazione della batteria, basso

8. "Radio W-OO-10" – 1:06
- Michael Kott & Matt Smith - voci

9. "Norwegian Wood" – 4:52
- Victor Wooten - basso

10. "Bro John" – 4:18
- Pete Wooten - voce solista
- Victor Wooten - basso, voce solista, trigger e battito di mani
- J.D. Blair - batteria, trigger e battito di mani
- Holly Wooten and Kurt storey - trigger e battito di mani

11. "Naima" – 5:57
- Oteil Burbridge - basso elettrico
- Regi Wooten - chitarra classica
- J.D. Blair - batteria
- Jim  Roberts - percussioni
- Victor Wooten - basso acustico

12. "Sometimes I Laugh" – 3:20
- Victor Wooten - basso
- Le risate sono di Jessie and Justice Wooten, Willow Robillard, Jason and Derek Weiman, David Shea, Josh Bartley, Nikki and Ben Curtis, Kari and Elii Morse, Sophie Bell, Baylane Hayens, Holly Wooten

13. "My Life" – 4:45
- Victor Wooten - basso, chitarra, voce solista e seconde voci
- J.D. Blair - batteria, seconde voci
- Kurt Storey - seconde voci

14. "The Sojourn of Arjuna" – 6:29
15. "Buzz Ntro" – 0:31
16. "A Little Buzz" – 2:46
17. "Kids Didn't Change" – 0:54
18. "Heaven Is Where the Heart Is" – 5:03

## Musicisti
- Aashid – voce
- J.D. Blair – batteria
- Future Man – voce
- Michael Kott –  voce
- Park Law – voce
- Will Lee – voce
- Malcolm X – voce
- Dorothy G. Wooten – voce
- Elijah "Pete" Wooten – voce
- Joe Wooten – voce
- Victor Wooten – basso, arrangiamento, voci, produzione